# The Fearless Hyena
The Fearless Hyena (Xiao quan guai zhao) is een Hongkongse martialartsfilm uit 1979. De film is geregisseerd en gespeeld door Jackie Chan, die zijn debuut maakte als regisseur. 

## Verhaal
Shing Lung woont bij zijn grootvader, die hem kungfu leert. Zijn grootvader waarschuwde hem om zijn vaardigheden geheim te houden, maar Lung luistert niet naar hem, waardoor hij vaak in gevechten raakt. Zijn grootvader wordt vermoord door een kwaadaardige kungu-meester en Lung is uit op wraak.

## Rolverdeling
| Acteur       | Personage                  |
| ------------ | -------------------------- |
| Jackie Chan  | Shing Lung                 |
| James Tien   | Ching Pang-pei             |
| Dean Shek    | The Coffin Seller          |
| Chan Wai-lau | Unicorn                    |
| Yam Sai-koon | Yam Tin-fa                 |
| Lee Kwan     | Tee Cha                    |
| Rocky Cheng  | "The Willow Sword" Bar Tar |